# Bletchley Park
Bletchley Park (ang. Bletchley Park, znany też jako Station X) – posiadłość w Anglii, położona około 80 km na północny zachód od Londynu. Podczas II wojny światowej była siedzibą zespołu brytyjskich kryptologów, należących do Rządowej Szkoły Kodów i Szyfrów (Government Code and Cypher School), później znanej jako Rządowa Centrala Łączności (Government Communications Headquarters). 

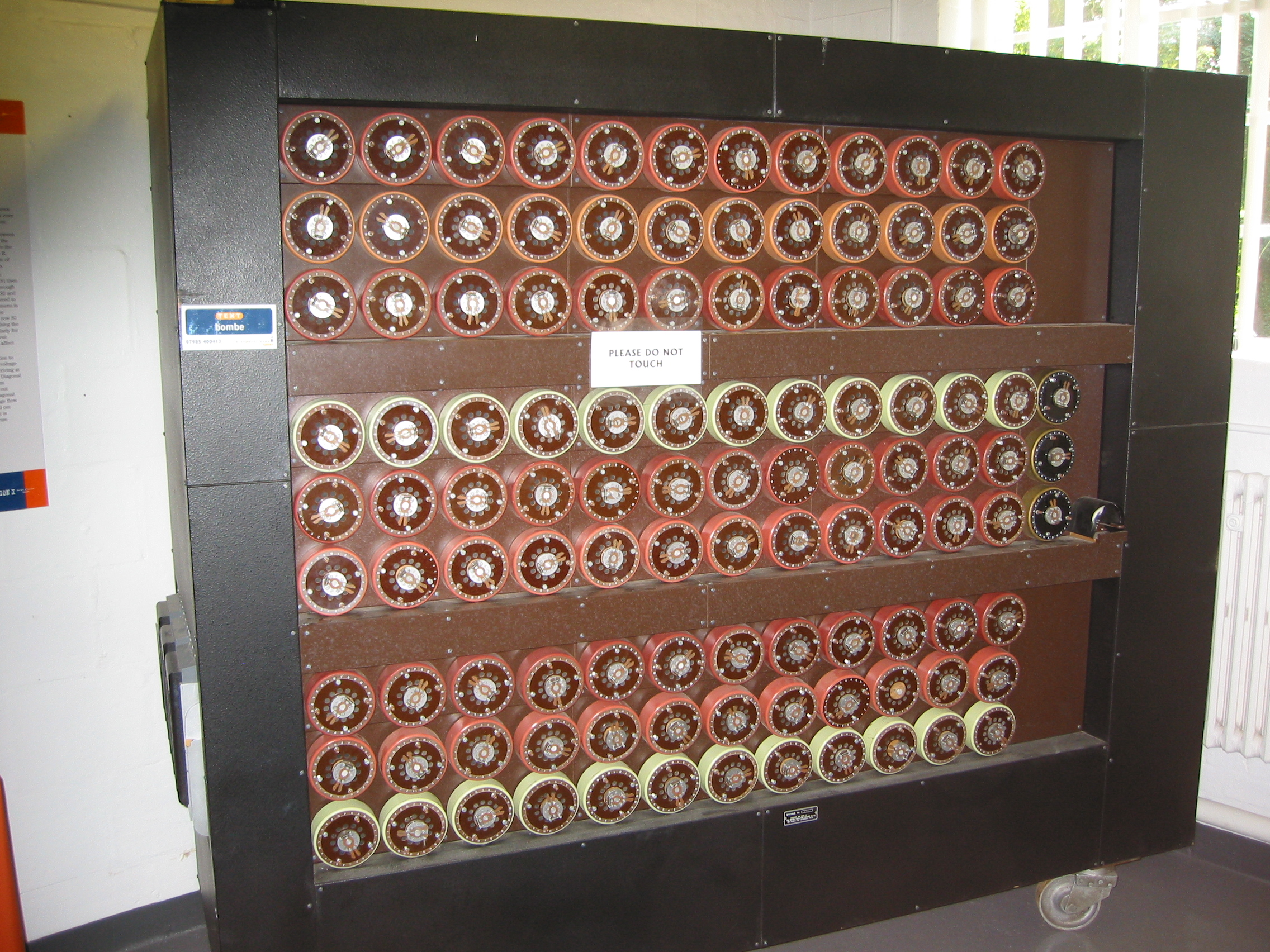
Jedna z bomb kryptologicznych wzorowanych na wynalazku Mariana Rejewskiego

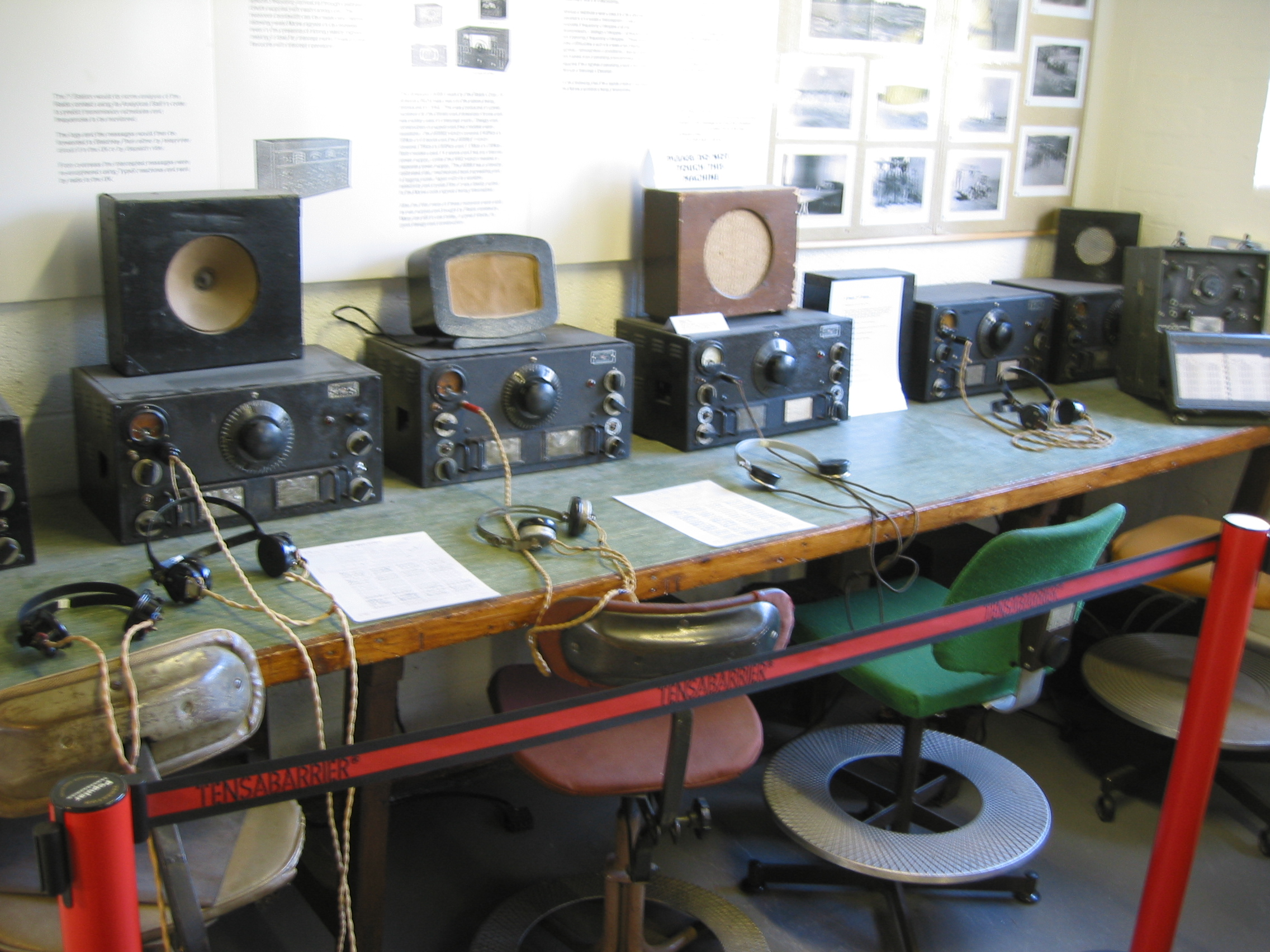
Maszyny do podsłuchiwania niemieckich szyfrogramów

Siedzibę kryptologów urządzono w wiktoriańskiej willi w roku 1939. Zajmowano się tam odczytywaniem szyfrogramów powstających na niemieckich maszynach Enigmie, maszynie Lorenza i innych Zespół działał pod kierownictwem Alistaira Dennistona, początkowo liczył 150 osób, a kiedy wybuchła wojna został rozbudowany. Pomieszczenia willi przestały być wystarczające, dlatego w otaczającym parku wystawiono kilkanaście drewnianych baraków. W 1942 roku personel liczył 3500 osób, a w 1945 – 10 000 osób. Większość załogi Bletchley Park stanowiły kobiety (w 1945 roku aż 75%) wśród nich znajdowały się np. Joan Clarke, czy Betty Webb. 